# Nuoto ai Giochi della XX Olimpiade - 200 metri misti maschili
La competizione dei 200 metri misti maschili di nuoto ai Giochi della XX Olimpiade si è svolta il giorno 3 settembre 1972 alla Olympia Schwimmhalle di Monaco di Baviera.

## Programma
| Data             | Ora   | Round      | Note                         |
| ---------------- | ----- | ---------- | ---------------------------- |
| 3 settembre 1972 | 10:00 | 6 Batterie | I migliori 8 tempi in finale |
| 3 settembre      | 18:00 | Finale     |                              |

## Risultati

### Batterie
| Pos. | Atleta                  | Nazione        | Tempo   | Pos F |
| ---- | ----------------------- | -------------- | ------- | ----- |
| 1    | Wolfram Sperling        | Germania Est   | 2'12"87 | 9     |
| 2    | Thomas Aretz            | Germania Ovest | 2'13"19 | 10    |
| 3    | Bertram Türpe           | Germania Est   | 2'16"54 | 21    |
| 4    | Hsu Tung-Hsiung         | Taiwan         | 2'18"34 | 28    |
| 5    | José Joaquín Santibáñez | Messico        | 2'19"47 | 31    |
| 6    | Amin Ahmed Adel Youssef | Egitto         | 2'24"61 | 36    |

| Pos. | Atleta             | Nazione   | Tempo   | Pos F |
| ---- | ------------------ | --------- | ------- | ----- |
| 1    | András Hargitay    | Ungheria  | 2'10"88 | 5 Q   |
| 2    | Bruce Featherston  | Australia | 2'15"18 | 16    |
| 3    | Clay Evans         | Canada    | 2'15"19 | 17    |
| 4    | David Brumwell     | Canada    | 2'16"84 | 23    |
| 5    | Gudmunður Gíslason | Islanda   | 2'20"00 | 33    |
| 6    | James Findlay      | Australia | 2'20"08 | 34    |
| 7    | Ronnie Wong        | Hong Kong | 2'34"82 | 39    |

| Pos. | Atleta          | Nazione        | Tempo    | Pos F  |
| ---- | --------------- | -------------- | -------- | ------ |
| 1    | Gunnar Larsson  | Svezia         | 2'09"70  | 1 Q    |
| 2    | Klaus Steinbach | Germania Ovest | 2'13"84  | 14     |
| 3    | Doug Jamison    | Canada         | 2'17"71  | 27     |
| 4    | Antônio Azevedo | Brasile        | 2'19"41  | 30     |
| 5    | Marian Slavic   | Romania        | 2'19"98  | 32     |
| 6    | Roy Chan        | Singapore      | 2'24"43  | 35     |
| -    | Barry Prime     | Gran Bretagna  | 2'18"84] | Squal] |

| Pos. | Atleta                 | Nazione        | Tempo   | Pos F |
| ---- | ---------------------- | -------------- | ------- | ----- |
| 1    | Tim McKee              | Stati Uniti    | 2'10"44 | 4 Q   |
| 2    | Juan Carlos Bello      | Perù           | 2'11"70 | 6 Q   |
| 3    | David Wilkie           | Gran Bretagna  | 2'13"25 | 12    |
| 4    | John McConnochie       | Nuova Zelanda  | 2'15"04 | 15    |
| 5    | Andreas Weber          | Germania Ovest | 2'16"17 | 19    |
| 6    | Neil Martin            | Australia      | 2'16"24 | 20    |
| 7    | François van Kruisdijk | Paesi Bassi    | 2'17"14 | 24    |

| Pos. | Atleta            | Nazione          | Tempo   | Pos F |
| ---- | ----------------- | ---------------- | ------- | ----- |
| 1    | Steve Furniss     | Stati Uniti      | 2'09"97 | 3 Q   |
| 2    | Hans Ljungberg    | Svezia           | 2'12"46 | 8 Q   |
| 3    | Valentyn Partyka  | Unione Sovietica | 2'13"24 | 11    |
| 4    | Ricardo Marmolejo | Messico          | 2'15"82 | 18    |
| 5    | Zbigniew Pacelt   | Polonia          | 2'17"35 | 26    |
| 6    | Bruno Bassoul     | Libano           | 2'27"78 | 37    |
| 7    | Chiang Jin Choon  | Malaysia         | 2'32"67 | 38    |

| Pos. | Atleta              | Nazione          | Tempo   | Pos F |
| ---- | ------------------- | ---------------- | ------- | ----- |
| 1    | Gary Hall           | Stati Uniti      | 2'09"85 | 2 Q   |
| 2    | Mikhail Sukharev    | Unione Sovietica | 2'11"91 | 7 Q   |
| 3    | Christian Lietzmann | Germania Est     | 2'13"42 | 13    |
| 4    | Jiro Sasaki         | Giappone         | 2'16"56 | 22    |
| 5    | Jairulla Jaitulla   | Filippine        | 2'17"23 | 25    |
| 6    | Lorenzo Marugo      | Italia           | 2'19"00 | 29    |

### Finale
| Pos.    | Atleta            | Nazione          | Tempo   | Nota            |
| ------- | ----------------- | ---------------- | ------- | --------------- |
| Oro     | Gunnar Larsson    | Svezia           | 2'07"17 | Record mondiale |
| Argento | Tim McKee         | Stati Uniti      | 2'08"37 |                 |
| Bronzo  | Steve Furniss     | Stati Uniti      | 2'08"45 |                 |
| 4       | Gary Hall         | Stati Uniti      | 2'08"49 |                 |
| 5       | András Hargitay   | Ungheria         | 2'09"66 |                 |
| 6       | Mikhail Sukharev  | Unione Sovietica | 2'11"78 |                 |
| 7       | Juan Carlos Bello | Perù             | 2'11"87 |                 |
| 8       | Hans Ljungberg    | Svezia           | 2'13"56 |                 |